# Schneckenbusch
Schneckenbusch település Franciaországban, Moselle megyében. Lakosainak száma 313 fő (2022. január 1.). Schneckenbusch Brouderdorff, Buhl-Lorraine, Hesse és Niderviller községekkel határos.

## Népesség
A település népessége az elmúlt években az alábbi módon változott:
| Lakosok száma | 242  | 252  | 278  | 290  | 295  | 299  | 303  | 304  | 307  | 313  |
|               | 1968 | 1982 | 1990 | 2006 | 2013 | 2015 | 2017 | 2019 | 2020 | 2022 |